# Pingdingshan
Pingdingshan (平顶山; pinyin: Píngdǐngshān) er en stor kinesisk industriby og by på præfekturniveau i den sydlige del af provinsen Henan i det centrale Kina. Præfekturet har et areal på	7.882 km2 og en befolkning på omkring 5.2 millioner, med en tæthed på omkring 659.7 indb./km2
Byen ligger i et stort kulområde. Den har direkte jernbaneforbindelse bl.a. til provinshovedstaden Zhengzhou.

## Administrative enheder
Pingdingshan består af fire bydistrikter, to byamter og fire amter:
- Bydistriktet Xinhua (新华区), 157 km², 360 000 indbyggere;
- Bydistriktet Weidong (卫东区), 103 km², 290 000 indbyggere;
- Bydistriktet Zhanhe (湛河区), 124 km², 220 000 indbyggere;
- Bydistriktet Shilong (石龙区), 35 km², 60 000 indbyggere;
- Byamtet Wugang (舞钢市), 640 km², 310 000 indbyggere;
- Byamtet Ruzhou (汝州市), 1.573 km², 960 000 indbyggere;
- Amtet Baofeng (宝丰县), 722 km², 480 000 indbyggere;
- Amtet Ye (叶县), 1 387 km², 820 000 indbyggere;
- Amtet Lushan (鲁山县), 2 406 km², 830 000 indbyggere;
- Amtet Jia (郏县), 727 km², 560 000 indbyggere.

## Historie
Under perioden Vår- og høstannalernes tid 770 f.Kr. – 476 f.Kr. byggede staten Zhou en forsvarsmur mod nabostater som den lå i stadige fejder med. Tidlig under den påfølgende De stridende staters tid blev muren udvidet, særlig for at beskytte sig bedre mod den mægtige stat Qin så den også løb i nærheden af Pingdingshan.
33°44′N 113°18′Ø / 33.733°N 113.300°Ø